# Las Tres Niñas
Las Tres Niñas es una marca de productos lácteos creada por la empresa Kasdorf de Argentina, que inició sus actividades en la industria lechera en 1915 de la mano del ingeniero alemán Otto Kasdorf.

## Historia

### Primeros pasos de Kasdorf
En 1910, Kasdorf fue designado profesor del Instituto de Agricultura de la ciudad de Montevideo, República Oriental del Uruguay, y comenzó a experimentar la elaboración del yogur. Los resultados fueron satisfactorios y decidió introducir el producto en la República Argentina en 1915, asociado a otro industrial llamado Hermann Busch. De ese modo, nació la empresa comercial e industrial Kasdorf, y a los pocos años fue Walter Kasdorf, hermano de Otto, quien se hizo cargo de la sede en Argentina.  
Las Tres Niñas, cuyo nombre se inspiró en las tres hijas de Otto: Inge, Ilse, Irmtrud, elaboraba leche (clásica y luego descremada), queso, crema, manteca, yogur, jugos, polvo de chocolate y postres.
1934

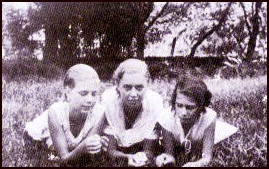
Imagen de las niñas que inspiraron la marca comercial de Kasdorf "Las Tres Niñas".

La marca desarrollaba tres ramas de productos: a) productos lácteos, jugos, yogures b) productos medicinales e infantiles c) productos medicinales, dietéticos, digestivos, hepáticos. En sus tres fábricas trabajaban cerca de 600 empleados, y durante muchos años fue competencia directa de La Serenísima, SanCor, Parmalat, Gándara, La Vascongada y Nestlé, entre otras.
Muy popular en el mercado interno de la Argentina, la leche Las Tres Niñas era una leche premium de alta calidad y contaba con el aval de la comunidad médica. Fue la primera leche controlada, esterilizada, pasteurizada y homogeneizada del país, y en sus comienzos se entregaba en envases de vidrio. Luego pasó a comercializarse en los famosos envases tetraedros.
Con los años fueron desarrollando más productos tales como manteca, dulce de Leche, postres crema, chocolatada, jugos, quesos blandos, quesos duros, queso rallado, leche en polvo y Cremas UAT.
La innovación fue un importante factor de éxito, y la visión de Walter Kasdorf trajo en 1960 a la Argentina el primer envase Tetra Brik, marca comercial del embalaje fabricado por la compañía sueca Tetra Pak. Este envase flexible de cartón, polietileno y aluminio marcó un antes y un después en la comercialización de productos lácteos, fue un cambio paradigmático ya que dio la posibilidad de llegar a todo el país garantizando el aislamiento, la conservación de contenidos, la comodidad de almacenamiento, transporte y exhibición en puntos de venta. La empresa fue la primera en desarrollar el concepto de leche larga vida en el país, la primera leche sometida a tratamiento de Ultra Alta Temperatura (UAT) que se vendió en formato Tetra Brik.
En esos años, y también por iniciativa de Walter, se importó una moderna máquina envasadora de yogures y postres, una de las tres que se utilizaban en el mundo, que lograba en cuatro pasos simultáneos obtener el producto listo para ser trasladado. 
En 1984, Las Tres Niñas pasó a manos de SanCor, que mantuvo a la marca con un bajo perfil hasta venderla en 2019 a Adecoagro, quien compró la marca y las plantas industriales de procesamiento de Chivilcoy (Buenos Aires) y Morteros (Córdoba).

## Adecoagro
Adecoagro es una empresa de alimentos y energías renovables con presencia en Argentina, Brasil y Uruguay. Nació en el año 2002 de la mano de un grupo de emprendedores argentinos.
Sus principales actividades incluyen la producción de azúcar, etanol, bioelectricidad, arroz elaborado, leche, maní, maíz, soja, trigo y girasol. Cotiza desde el año 2011 en la Bolsa de Nueva York y emplea a más de 9 mil quinientas personas en forma directa promoviendo el desarrollo de economías regionales, con una fuerte conciencia social y con foco en la sustentabilidad.
Es el mayor productor de leche cruda de Argentina, además de ser uno de los más importantes transformadores lácteos con trayectoria en el mercado por sus productos elaborados bajo los máximos estándares de calidad.

### Algunos datos
- 11 millones de toneladas de caña de azúcar molidas al año

- + 2,7 millones de toneladas de alimentos y energía renovable producidos al año

- 13 unidades industriales y 4 cuencas lecheras de máxima productividad

## Actualidad
Hoy Las Tres Niñas elabora sus productos en 2 plantas industriales en las que produce leche fluida, queso, crema, leche en polvo, leche chocolatada; todos cuentan con máxima eficiencia, altísimos estándares de calidad y respeto por el medioambiente y el bienestar animal; con energías renovables y consumo controlado del agua y los insumos, porque su filosofía se enfoca en una industria sostenible que cuide el planeta.

### Plantas de Las Tres Niñas
- Planta Chivilcoy (Buenos Aires): 600 mil litros diarios de capacidad de procesamiento.

- Planta Morteros (Córdoba): 750 mil litros diarios de capacidad de procesamiento.

Antiguo afiche/publicitas de Las Tres Niñas

 Productos procesados con tecnología de avanzada que garantiza una leche segura, saludable y que puede almacenarse por largo tiempo.
Las leches fortificadas con vitaminas A, C, D y minerales, llegan a la mesa de todos a través de un proceso sumamente cuidado: primero se siembra y produce el alimento para las vacas, las cuales están protegidas del clima en camas de arena frescas y limpias, con un sistema de higiene constante.
A través de biodigestores se transforma el estiércol en energía limpia y en fertilizantes libres de tóxicos, se genera electricidad y nutrientes naturales, reduciendo el impacto ambiental al mínimo. El circuito de sustentabilidad se completa con el uso de materia prima de bosques gestionados de forma responsable en donde se fabrican envases FSC reciclables. Las Tres Niñas combina tecnología de última generación con recursos renovables y reciclables.